# Product Camp

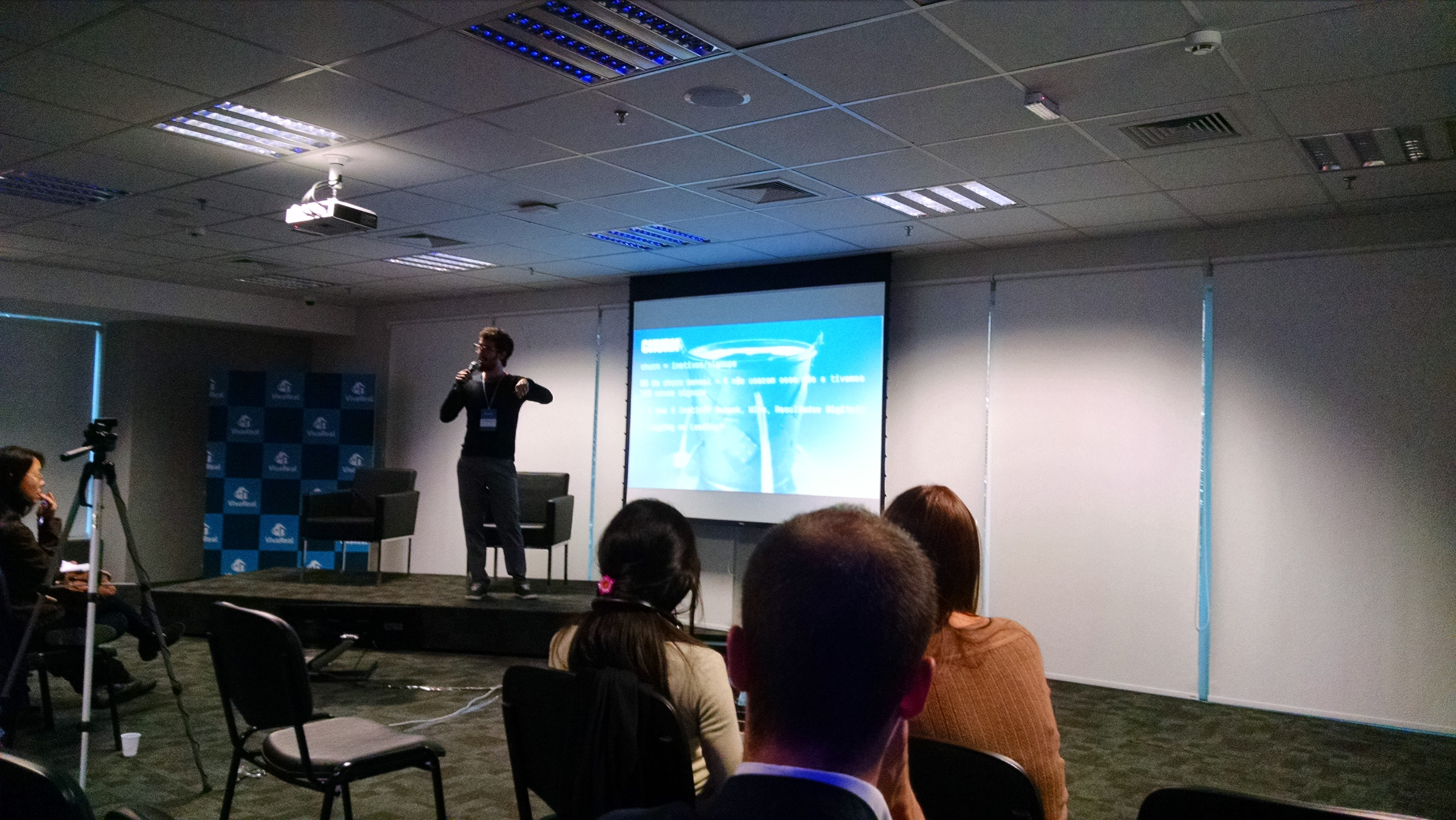
Edição 2016: Primeira edição do PCamp realizado no escritório do VivaReal

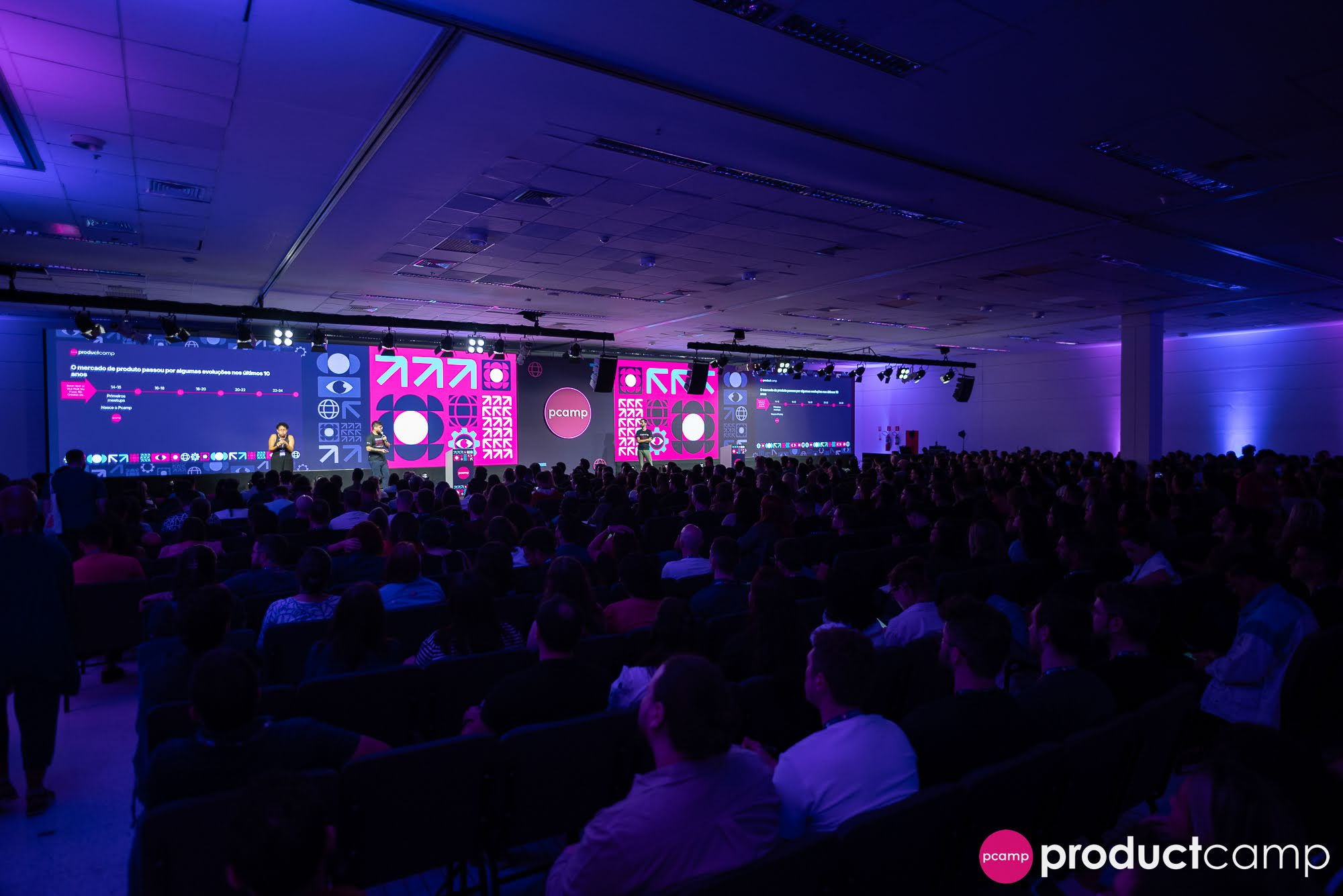
Edição 2024: palco principal do Product Camp

O Product Camp Brasil, também conhecido como PCamp, é o maior evento nacional voltados à comunidade de gestão de produtos digitais. Realizado anualmente em São Paulo, o evento reúne profissionais de Product management, design, tecnologia, dados, IA e negócios para debater tendências, compartilhar experiências e fortalecer a comunidade de Produto no Brasil.

## Histórico
O Product Camp Brasil é um evento da comunidade para a comunidade. Ele teve início em 2016, na sua primeira edição que ocorreu no escritório do Viva Real (atualmente parte do Grupo OLX) em 2016. Após a primeira edição, iniciaram-se pequenos encontros mensais de colegas em uma cafeteria de São Paulo. O evento foi criado por Marcell Almeida, com o objetivo de fortalecer a comunidade de product management, por meio de encontros presenciais voltados à troca de experiências, conteúdos práticos e discussões sobre os desafios da área.  
Em 2017, o Product Camp dobrou de tamanho em relação à sua edição inaugural, reunindo mais de 300 participantes no escritório do Nubank e consolidando-se como um dos principais eventos da área de produto no Brasil. Além do crescimento do público, o evento começou a se destacar pela qualidade do conteúdo e pela experiência oferecida, sempre co-criada com a comunidade. Nesta edição, foi realizada pela primeira vez uma transmissão online ao vivo do encontro, o que era considerado inovador para eventos do setor na época. 
A edição de 2018 teve os ingressos esgotados com 20 dias de antecedência, mesmo com divulgação majoritariamente orgânica. Mais de 800 pessoas estiveram presentes. Nessa fase, o evento passou a ser reconhecido como uma conferência estruturada, com área de exposição com grandes empresas, experiências imersivas e expansão do conteúdo técnico. Em 2019, o evento contou com a primeira participação internacional: Melissa Perri, autora norte-americana conhecida pelos livros Escaping the Build Trap e Product Operations: How Successful Companies Build Better Products at Scale, e se consolidou como o maior da América Latina na área, reunindo profissionais de diversas regiões do país e contando com o apoio de empresas relevantes do setor de tecnologia.
Entre 2020 e 2021, o evento foi adaptado ao formato digital em função da pandemia de COVID-19. A programação foi mantida com foco em conteúdo aprofundado e alto engajamento, mesmo em ambiente remoto.
Em 2022, marcou-se o retorno ao formato presencial, com o evento sendo organizado pela edtech PM3, especializada na formação de profissionais de produto. Essa edição contou com a participação de palestrantes internacionais, entre eles Orkut Büyükkökten, fundador da rede social Orkut, e Martina Lauchengco, autora do livro Loved: How to Rethink Marketing for Tech Products. O público presente foi estimado em 1.650 pessoas.
Em 2023, o evento reuniu aproximadamente 1.800 participantes. A edição de 2024 contou novamente com a presença da autora norte-americana Melissa Perri.
A edição de 2025, agendada para acontecer na cidade de São Paulo, prevê reunir mais de 2.000 pessoas, com uma grade de conteúdo voltada a temas emergentes do setor, como inteligência artificial, liderança de produto, discovery e estratégias de crescimento.
As edições mais recentes passaram a incorporar múltiplas trilhas temáticas, abrangendo product management, discovery, UX, product marketing, growth, liderança, estratégia, inovação, inteligência artificial e negócios. 

## Formato e propósito
O PCamp é um evento com formato com foco em participação ativa do público. Os temas abordam as principais frentes da área de produto, como: 
- Product Discovery (Descoberta de produto)
- Estratégia e posicionamento
- Liderança e carreira

- Inteligência artificial e inovação

- Design e experiência do usuário

- Growth e métricas

O evento também conta com trilhas curadas, keynotes com lideranças do setor, painéis com especialistas e momentos de networking estruturado. Em 2024, por exemplo, a programação incluiu talks de profissionais do Nubank, IFood, XP Investimentos, Alura e outras empresas de tecnologia de destaque.

## Edições
- 2016 - Primeira edição na VivaReal e encontros mensais
- 2017 - O PCamp dobra de tamanho e realizado no Nubank
- 2018 - Ingressos esgotados com 20 dias de antecedência, com divulgação majoritariamente orgânica
- 2019 - A edição conta com a primeira participação internacional
- 2020 e 2021 - As edições foram adaptadas ao formato digital em função da pandemia de COVID-19
- 2022 - A edTech PM3 assume o PCamp e traz palestras internacionais do Orkut Büyükkökten e Martina Lauchengco
- 2023 -  O evento bate recorde com 1.800 participantes
- 2024 -  Retorno da autora norte-americana Melissa Perri

## PCamp Pocket
Logo após a estreia, surgiu uma provocação natural entre os organizadores de realizar eventos menores e com mais frequência. Essa reflexão deu origem ao Product Camp Pocket, uma série de meetups gratuitos realizados em espaços informais e empresas para fomentar conexões contínuas ao longo do ano. O formato se mostrou e logo se espalhou para outras cidades do Brasil, como Belo Horizonte, Recife, Curitiba, Campo Grande (Mato Grosso do Sul) e Florianópolis. Atualmente, mais de 15 coordenadores regionais ajudam a movimentar a comunidade de Produto em suas regiões. 

## Profissionais de destaque que já participaram do PCamp
- Melissa Perri: Autora do livro Escaping the Build Trap (edições: 2019 e 2023).
- Orkut Büyükkökten: Criador da rede social Orkut (edição: 2022).
- Martina Lauchengco: Autora do livro Loved: How to Build Products That People Love (edição: 2022).
- Diego Barreto: CEO no iFood (edições: 2023 e 2025).
- Marty Cagan: Autor do livro Inspired: How to Create Tech Products Customers Love (edição: 2025).